# Dixit Algorizmi
Dixit Algorizmi ist der Anfang der ältesten erhaltenen Übersetzung der Arithmetik des choresmischen Mathematikers al-Chwarizmi in die lateinische Sprache. Diese Übersetzung wurde Anfang des 12. Jahrhunderts im Rahmen der Übersetzerschule von Toledo erstellt. Ob Adelard von Bath ihr Autor war, ist umstritten.

## Al-Chwarizmi und die indischen Zahlen
Das Werk behandelt das auf dem Positionsprinzip beruhende dekadische Zahlensystem, aufgebaut auf die neun Ziffern und die Null, das von den indischen Völkern in den ersten Jahrhunderten n. Chr. ausgebildet wurde. Diese indische Zahlen wurden im 8. Jahrhundert durch indische Astronomen in Bagdad, dem Zentrum des Abbasiden-Kalifats bekannt und von arabischen Wissenschaftlern aufgenommen. Die arithmetische Abhandlung des al-Chwarizmi war das erste arabische Werk, in dem das dezimale Stellenwertsystem und die auf ihm beruhenden Rechenoperationen erläutert wurden. Allerdings ist diese Schrift nicht auf Arabisch, sondern nur in der lateinischen Fassungen erhalten.

## Inhalt und Form
Folgende Themen werden behandelt:
- die Zahlen im dezimalen Stellenwertsystem (Kapitel 1)
- Rechnen mit ganzen Zahlen (Addition, Subtraktion, Multiplikation, Division, Neunerprobe)
- Sexagesimalbrüche und gewöhnliche Brüche
- Bestimmen der Quadratwurzel

Nachdem die Numeri Indorum in Kapitel 1.1–1.5 eingeführt sind in ihren Formen von 1 bis 9 und der Null, werden sie im Folgenden für die zahlreichen Beispielrechnungen verwendet. Im Text taucht aber auch die lateinische Zahlschrift auf. Häufig ist die Erläuterung verbal und umständlich (z. B. Kapitel 7.2: Und immer, wenn du eine Zahl durch eine andere teilst und von der geteilten Zahl Kreise übrigbleiben, nach denen keine Zahl steht, dann nimm das, was übrig ist von den Kreisen über der ersten Stelle der unteren Zahl, durch die du teilst, nach rechts und füge jenes der Zahl hinzu, die aus der Division herausgekommen ist, und das, was sich ergibt, wird das sein, was der Eins zukommt). Für die Durchführung der Rechenoperationen, bei denen 2 Zahlen beteiligt sind, werden diese untereinander geschrieben, also etwa Dividend über Divisor. Während des schrittweisen Rechenverfahrens wird die obere Zahl fortschreitend ersetzt, bis das Ergebnis oben steht. Zum Rechnen wird daher ein mit Sand, Wachs oder einem anderen wegwischbaren Stoff bedecktes Brett verwendet. Bei den einzelnen Rechenschritten steht die Multiplikation der Zahlen zwischen 1 und 9 im Vordergrund; die sollte der Rechnende auswendig können (Kapitel 4.1).

## Spätere Schriften
Bereits im 12. Jahrhundert entstanden einige mathematische Schriften, die zum Teil auf dem vorliegenden Text beruhten und die eine größere Wirkung hatten. Darunter wird der Liber Ysagogarum dem englischen Gelehrten Adelard von Bath zugeschrieben. In der 1. Hälfte des 13. Jahrhunderts entstanden zwei Algorismus-Schriften, die weite Verbreitung fanden: Carmen de algorismo von Alexander de Villa Dei und Algorismus vulgare von Johannes de Sacrobosco. Dieser beruft sich auf einen Gelehrten namens ALGUS (al-Chwarizmi) und stellt die indischen Ziffern und das Rechnen mit ihnen (Addition bis Ausziehen der Quadrat- und Kubikwurzel) dar. Das Werk wurde nach seiner Edition im Jahr 1488 noch bis ins 16. Jahrhundert als Lehrbuch verwendet. Das zeigt seinen Erfolg, aber auch den langsamen Fortschritt der Rechenkunst.

## Manuskripte, Editionen und Übersetzungen
Es sind zwei Manuskripte der lateinischen Übersetzung erhalten, ein vollständiges (N: New York, Hispanic Society of Amerika, HC 397/726) und ein unvollständiges (C: Cambridge, University Library, Ii. 6.5); beide stehen innerhalb einer Sammlung verschiedener astronomisch/mathematisch/medizinischer Texte, die größtenteils im 13. Jahrhundert niedergeschrieben wurden. Die erste Sammlung N umfasst antike Texte (u. a. Martianus Capella), mittelalterliche (u. a. Beda Venerabilis, Hermann der Lahme) und arabische (u. a. al-Farghani). Auf Grundlage der Handschrift C erschien 1963 eine Edition durch Kurt Vogel und 1983 eine Edition sowie eine Übersetzung in die russische Sprache durch Adolf Pawlowitsch Juschkewitsch. Menso Folkerts gab 1997 eine erste Edition auf der Grundlage von N zusammen mit einer Übersetzung in die deutsche Sprache heraus.